# Camplong
Camplong – miejscowość i gmina we Francji, w regionie Oksytania, w departamencie Hérault.
Według danych na rok 1990 gminę zamieszkiwało 241 osób, a gęstość zaludnienia wynosiła 18 osób/km² (wśród 1545 gmin Langwedocji-Roussillon Camplong plasuje się na 674. miejscu pod względem liczby ludności, natomiast pod względem powierzchni na miejscu 589.).